# 康斯坦丁·貝蒂金
康斯坦丁·尤里耶維奇·貝蒂金（英語：Konstantin Yuryevich Batygin，1986年3月23日—）是一名俄裔美國天文學家，現任加州理工學院行星科學教授。

## 早年生活
貝蒂金於1986年3月23日出生於蘇聯莫斯科。他的父親尤里·貝蒂金（Yuri Batygin）在莫斯科工程物理研究所擔任加速器物理學家，直到1994年才與妻子加琳娜（Galina）舉家搬到日本和光市，開始在理化學研究所的粒子加速器設施工作。康斯坦丁畢業於日本一所公立小學，後來進入俄羅斯使館的一所學校學習武術剛柔流。
1999年底，13歲的貝蒂金隨家人搬到加利福尼亞州摩根希爾。他選擇就讀加州大學聖塔克魯茲分校，因為這裡有海灘和繼續在他的搖滾樂團第七季（The Seventh Season）中演奏的機會。在本科二年級時，他遇到古格里·P·勞夫林，之後他們開始一起研究太陽系的長期動力學演化。2008年6月，他獲得了天文物理學學士學位，其論文《太陽系的動態穩定性》獲得洛倫·斯特克獎。隨後，貝蒂金於2012年獲得加州理工學院行星科學博士學位。

## 職業生涯
貝蒂金的研究主要旨在了解行星系統的形成和演化。2010年，他和大衛·史提芬遜發表了一項計算，顯示熱木星會膨脹，這是電離大氣風與行星磁場相互作用誘發電流歐姆耗散的結果。2012年，貝蒂金證明恆星自旋軸與行星軌道之間的錯位可能是由於原始伴星對原行星盤施加的引力擾動所造成的。2015年，貝蒂金和勞克林假設太陽系曾經擁有一批短週期行星，它們被木星穿過太陽星雲的遷移所摧毀。。2016年1月，貝蒂金和米高·E·布朗提出太陽系中存在第九行星。2018年，貝蒂金證明天文物理磁碟的演化可以用量子力學的基本方程式薛丁格方程式來建模。他曾在多部電視紀錄片中飾演自己，包括2019年NOVA電視台的迷你影集《行星》。

## 外部連結
- Curriculum Vitae, caltech.edu